# Олександрівка (Березанська селищна громада)
Олекса́ндрівка — село в Україні, у Березанській селищній громаді Миколаївського району Миколаївської області. Населення становить 27 осіб.